# The Roundup
The Roundup (en hangul, 범죄도시2; hanja: 犯罪都市2; romanització revisada del coreà: Beomjoedosi 2; lit. Ciutat del crim 2) és una pel·lícula d'acció criminal sud-coreana de 2022, dirigida per Lee Sang-yong i protagonitzada per Ma Dong-seok, Son Seok-koo i Choi Gwi-hwa. Seqüela de la pel·lícula del 2017 The Outlaws, es va estrenar el 18 de maig de 2022 en format IMAX. Ha estat subtitulada al català.
La pel·lícula es va convertir en l'estrena sud-coreana de més èxit des de l'inici de la pandèmia de COVID-19. En els set primers mesos del 2022 era la pel·lícula més taquillera de l'any a Corea del Sud, amb una recaptació bruta de 100,06 milions de dòlars nord-americans i 12,59 milions d'entrades.

## Sinopsi
La història es basa lliurement en un cas de segrest i assassinat en sèrie que va tenir lloc a les Filipines entre el 2008 i el 2012. A diferència de la pel·lícula en què es castiga els perpetradors, el cas real no s'ha resolt del tot.

## Repartiment
- Ma Dong-seok com a Ma Seok-do. Detectiu, subcap de la Unitat de Delictes Majors de la comissaria de Geumcheon.[9][10]
- Son Seok-koo com a Kang Hae-sang, un criminal que ha estat segrestant i assassinant coreans al Vietnam.[11][12]
- Choi Gwi-hwa com a Jeon Il-man, cap d'equip de la Unitat de Delictes Majors a la comissaria de policia de Geumcheon.[13]
- Park Ji-hwan com a Jang I-soo, gàngster convertit en agent turístic.
- Heo Dong-won com a Oh Dong-gyun, un detectiu sènior a la Unitat de Delictes Majors de la Comissaria de Policia de Geumcheon.
- Ha Jun com a Kang Hong-seok, membre de la Unitat de Delictes Majors de la Policia de Geumcheon.
- Jung Jae-kwang com a Kim Sang-hoon, el membre més jove de la Unitat de Delictes Majors de la Policia de Geumcheon.
- Nam Moon-cheol com a Choi Choon-baek, el pare de Choi Yong-gi, magnat dels negocis de Corea del Sud.[14]
- Park Ji-young com a Kim In-sook, mare de Choi Yong-gi i esposa de Choi Choon-baek.[14]
- Lee Joo-won com a Park Young-sa, del Consolat General de Corea del Sud a Ciutat Ho Chi Minh.
- Eum Moon-suk com a Jang Ki-cheol, subordinat de Kang Hae-sang, germà de Jang Soon-cheol.[14]
- Kim Chan-hyung com a Jang Soon-cheol, subordinat de Kang Hae-sang, germà de Jang Ki-cheol.[14]
- Cha Woo-jin com a Choi Yong-gi, el fill de Choi Choon-baek que va ser segrestat i assassinat per Kang Hae-sang.[14][15]
- Jeon Jin-oh com a Yoo Jong-hoon, un criminal que és la raó per la qual Ma i Jeon inicialment van al Vietnam.[14]